# The Torment of Tantalus (Zvezdna vrata SG-1)
The Torment of Tantalus je naslov epizode znanstveno-fantastične serije Zvezdna vrata, v kateri Jackson gleda posnetke poskusov z zvezdnimi vrati iz daljnega leta 1945 in se pri tem dokoplje do osupljivega odkritja. Mladi profesor Ernest Littlefield je takrat odpotoval skozi zvezdna vrata in se nikoli ni vrnil. Z O'Neillom in z ostalo ekipo se Jackson odpravi na iskalno akcijo, a se vsi skupaj znajdejo v nevarnosti, saj obstaja možnost, da se nikoli več ne vrnejo domov.